# Conilhac-de-la-Montagne
Conilhac-de-la-Montagne foi uma antiga comuna francesa na região administrativa de Occitânia, no departamento de Aude. Estendia-se por uma área de 4,45 km². Em 2010 a comuna tinha 61 habitantes (densidade: 13,7 hab./km²).
Em 1 de janeiro de 2019, passou a fazer parte da nova comuna de Roquetaillade-et-Conilhac.